# Volmari Iso-Hollo
Volmari Iso-Hollo (né le 5 janvier 1907 à Ylöjärvi et mort le 23 juin 1969 à Heinola) est un ancien athlète finlandais. Il fait partie de la génération des Finlandais volants, avec Ville Ritola, Hannes Kolehmainen et Paavo Nurmi notamment.

## Palmarès

### Jeux olympiques
- Jeux olympiques d'été de 1932 à Los Angeles,  États-Unis
  -  Médaille d'or sur 3 000 m steeple
  -  Médaille d'argent sur 10 000 m
- Jeux olympiques d'été de 1936 à Berlin,  Reich allemand
  -  Médaille d'or sur 3 000 m steeple
  -  Médaille de bronze sur 10 000 m